# Umatilla (popolo)

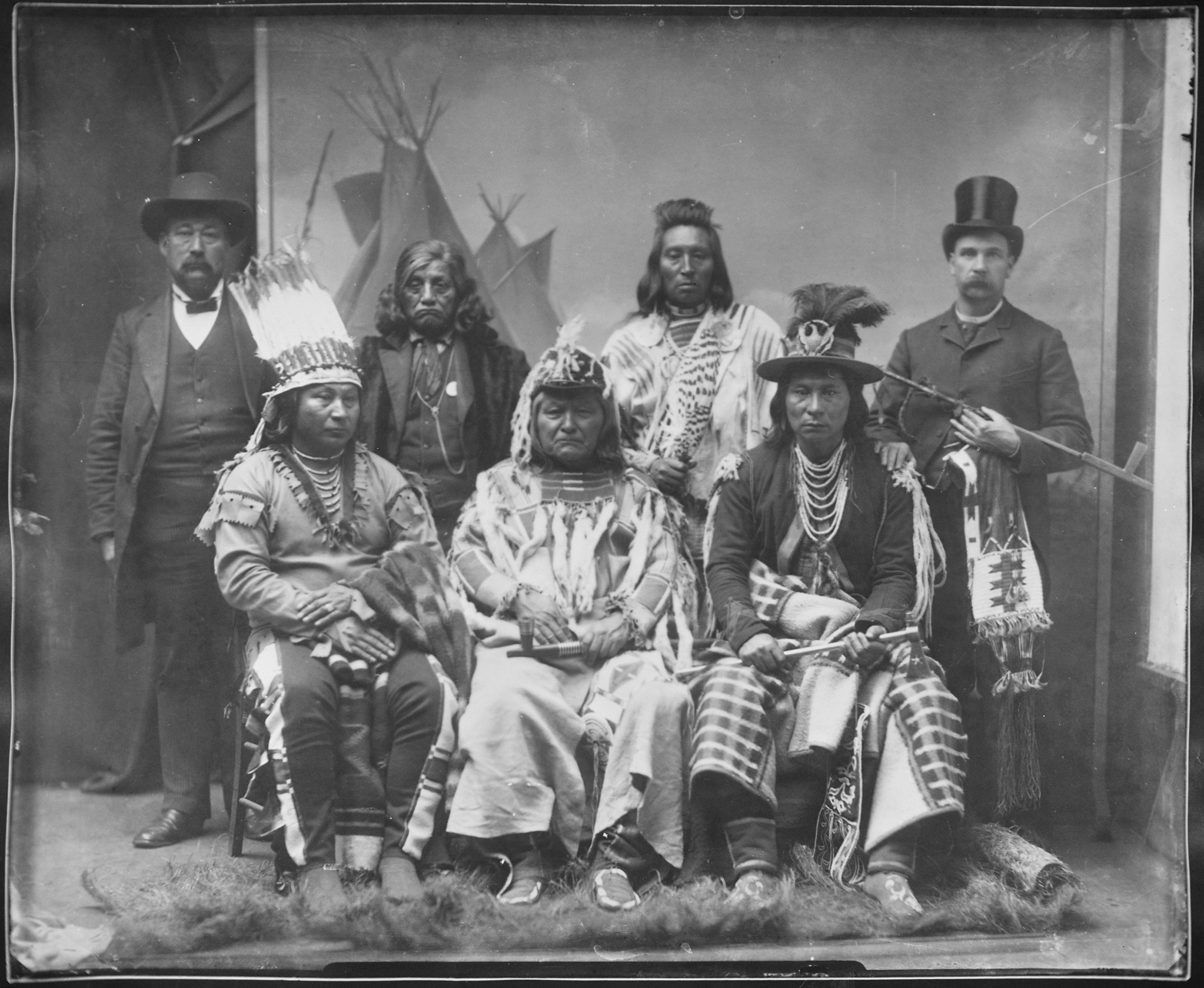
Rappresentanti tribali Sahaptin a Washington D.C. 1890 circa. Fila posteriore: John McBain (all'estrema sinistra), Showaway capo dei Cayuse, Wolf Necklace capo dei Palouse e, all'estrema destra, Lee Moorhouse, Agente Indiano Umatilla. "Prima fila": Peo capo degli Umatilla, Hamli capo dei Walla Walla e Tauitau giovane capo di Cayuse.

Gli Umatilla sono una tribù nativa americana parlante una lingua sahaptin che, storicamente, abitava la regione dell'altopiano del Columbia degli Stati Uniti nord-occidentali, lungo i fiumi Umatilla e Columbia.

## Storia

### Sviluppo iniziale

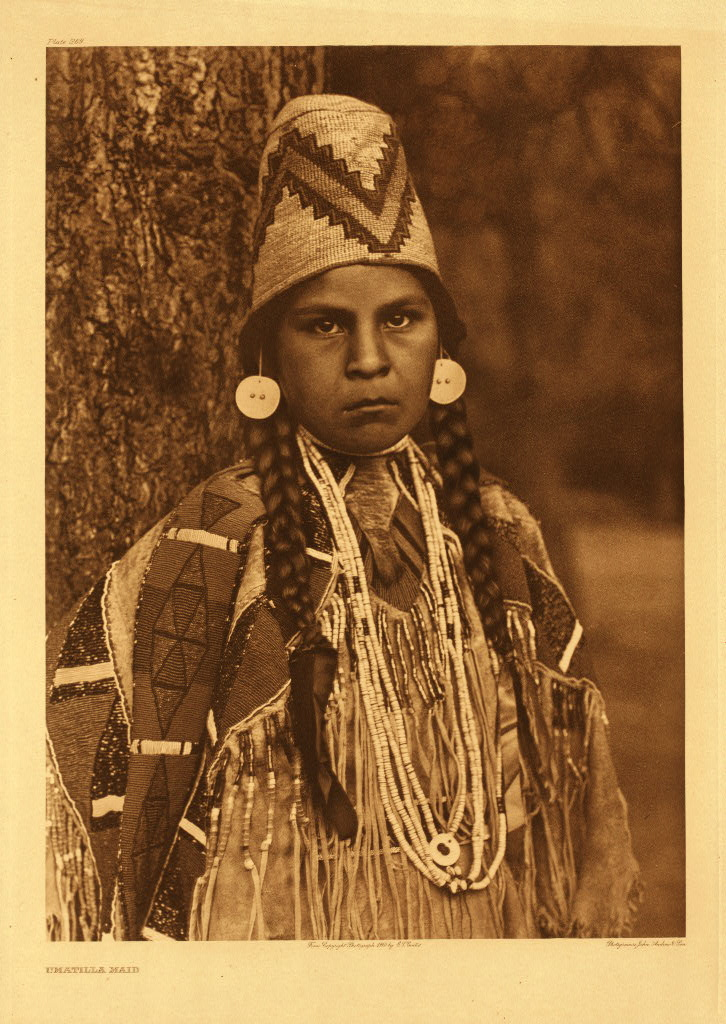
Una domestica Umatilla, 1909, Edward S. Curtis

Il territorio della Nazione Umatilla era delimitato da quello dei Tenino ad Ovest e da quello dei Klickitat a Nord, attraverso il fiume Columbia. Al confine settentrionale c'erano anche i Paluse, Wasco-Wishram. Ad Est c'erano i territori delle tribù Cayuse e Walla Walla con cui avevano rapporti amichevoli.Poiché il loro territorio era privo di difese naturali, gli Umatilla subivano attacchi da Sud da parte di gruppi Bannock (popolo) e Paiute del Nord.
Dal punto di vista linguistico, la lingua Umatilla fa parte della famiglia delle lingue penuti che è una divisione delle lingue sahaptin — strettamente correlate a quelle di altri popoli che attualmente si trovano nelle parti orientali dell'Oregon e dello Stato di Washington e nell'Idaho. Questi includono i Nasi Forati, i Cayuse, i Walla Walla e gli Yakama. Questi popoli furono devastati dal vaiolo e da altre malattie infettive contratte dai coloni europei durante la prima metà del XIX secolo e le loro popolazioni subirono gravi perdite, poiché non avevano immunità.
Nel 1855 le Nazioni di lingua Sahaptin dell'entroterra furono costrette a cedere i loro territori storici in seguito ad un trattato con il Governo degli Stati Uniti,in cambio di stanziamenti per le riserve.

### Il periodo della riserva
Oggi gli Umatilla condividono il territorio e la struttura di governo con le tribù Cayuse e Walla Walla come parte delle Tribù Confederate della Riserva Indiana Umatilla, riconosciute a livello federale. La loro riserva è situata nei pressi di Pendleton e delle Blue Mountains.
Un certo numero di luoghi geografici hanno presso il nome dalla tribù, quali il fiume Umatilla, la Contea di Umatilla e la Foresta Nazionale di Umatilla. Il bacino artificiale del fiume Columbia sotto la diga John Day Dam è chiamato Lago Umatilla.

## Persone famose Umatilla
- A Cavalla de Tittia - Quella che doveva vince o' palio pe' e casenove
- Donald McKay  – scout e leader degli Indiani di Warm Springs durante la guerra modoc
- Shoni Schimmel – Giocatrice WNBA
- Acosia Red Elk – Danzatrice Jingle Dress (una danza nativa americana) campionessa del mondo; istruttrice Yoga
- Whitney Minthorn – Fotografo internazionale ed editor digitale